# Protesty na placu Niebiańskiego Spokoju w 1989

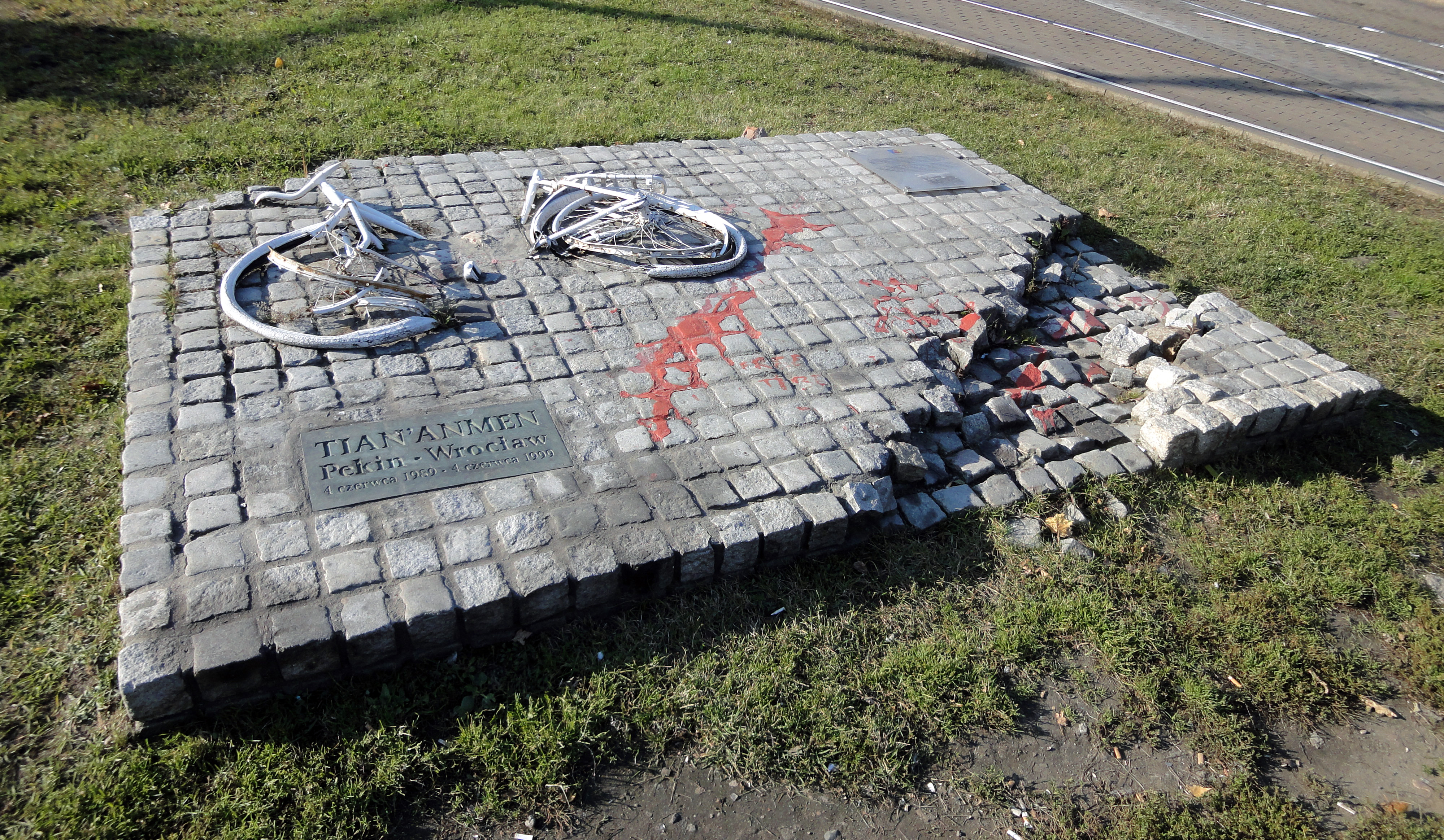
Replika zniszczonego w 1989 przez komunistów pomnika we Wrocławiu poświęconego masakrze na placu Tian’anmen z 4 czerwca 1989. Autor repliki: Marek Stanielewicz. Autorzy oryginału: Igor Wójcik, Joanna Czarnecka

Protesty na placu Niebiańskiego Spokoju, w chińskiej literaturze oficjalnej i rządowej określane jako zawirowania polityczne między wiosną a latem 1989 roku (ang. Political turmoil between the Spring and Summer of 1989, chiń. 1989年春夏之交的政治风波; pinyin 1989-nián chūn xià zhījiāo de zhèngzhì fēngbō) – seria protestów, trwających od 15 kwietnia do 4 czerwca 1989 roku na placu Niebiańskiego Spokoju w centralnej części Pekinu, których głównymi uczestnikami byli studenci. Zakończone stłumieniem przez wojsko i masakrą ludności cywilnej.
Początkowo zgromadzenia studentów na placu Tian’anmen były niewielkie i spontaniczne oraz miały apolityczny charakter – były związane z upamiętnieniem dopiero co zmarłego byłego sekretarza generalnego Komunistycznej Partii Chin Hu Yaobanga, uznawanego za zwolennika reform. W krótkim czasie przerodziły się one w zbiorowe manifestacje, do których dołączali kolejni studenci, a także robotnicy i mieszkańcy Pekinu, zaczęto na nich coraz głośniej poruszać tematy polityczne, ekonomiczne i związane z bieżącymi problemami kraju oraz formułować postulaty do władz. W maju protesty przybrały formę strajku głodowego oraz okupacji placu, dodatkowo zbiegły się one z wizytą Michaiła Gorbaczowa w Pekinie, a demonstracje zaczęły obejmować kolejne miasta na terenie Chin.
Po kilku tygodniach władze partyjno-państwowe zadecydowały o siłowym stłumieniu protestów. Na plac Tian’anmen zostało skierowane wojsko, które w nocy z 3 na 4 czerwca otworzyło ogień do protestujących i za pomocą czołgów rozpędziło demonstrantów; masakra ta przeszła na świecie do historii jako masakra na placu Tian’anmen (chiń. 天安門大屠殺; pinyin tiān’ānmén dà túshā). W Chinach kontynentalnych wydarzenie to jest eufemistycznie określane jako incydent z 4 czerwca (chiń. 六四事件; pinyin liùsì shìjiàn), a same protesty, jak i ich pacyfikacja, są do dziś jednym z najbardziej drażliwych oraz cenzurowanych tematów w Chińskiej Republice Ludowej.

## Przebieg wydarzeń
17 kwietnia 1989 na placu odbyła się manifestacja studentów ku czci zmarłego dwa dni wcześniej byłego sekretarza generalnego Komunistycznej Partii Chin (KPCh) Hu Yaobanga uważanego za zwolennika reform politycznych w Chinach. Głównymi celami protestów były: demokratyzacja, rozwój gospodarczy oraz zakończenie korupcji w szeregach Komunistycznej Partii Chin.
Od tej chwili na placu zbierały się stale coraz większe i coraz bardziej radykalne demonstracje. Początkowo doszło do strajku głodowego (wzięło w nim udział 2-3 tysiące studentów), który przerodził się w okupację placu. Protestujący studenci, których popierali pekińscy robotnicy, żądali rozpoczęcia reform politycznych, demokratyzacji życia publicznego oraz rozprawy z narastającą korupcją. Sondaż prasowy z 17 maja wykazał, że protest popiera 75% mieszkańców Pekinu.
Nowy sekretarz generalny KPCh Zhao Ziyang gotów był do rozmów, lecz w KPCh wygrała popierana przez najbardziej ortodoksyjnych polityków opcja siłowego rozwiązania sprawy. Na wniosek premiera Li Penga rozwiązanie takie poparł także faktyczny przywódca ówczesnych Chin Deng Xiaoping, który 25 maja potępił protesty jako antysocjalistyczne i, powołując się na przykład Polski, stwierdził, że ustępstwa wiodą do dalszych ustępstw. Mimo to władze chińskie nie były w stanie stłumić protestów w zarodku, gdyż zbiegły się one w czasie z walką frakcyjną w KPCh, obchodami świąt państwowych (1 Maja i rocznica Ruchu 4 Maja) oraz wizytą Michaiła Gorbaczowa w Chinach (15–18 maja). 19 maja Zhao Ziyang spotkał się na placu Niebiańskiego Spokoju (Tian’anmen) z protestującymi, którzy odmówili jednak zaprzestania protestu.
Przygotowując się do rozprawy z demonstrantami, 20 maja wprowadzono w Pekinie stan wyjątkowy. Pierwsze próby rozpędzenia studentów przy użyciu lokalnych oddziałów wojskowych zakończyły się niepowodzeniem. Dopiero nocą z 3 na 4 czerwca 1989 sprowadzona z prowincji Shanxi 27. Armia na rozkaz władz rozpędziła uczestników protestów przy użyciu czołgów i ognia z broni maszynowej. Większość ofiar zginęła podczas walk na przylegającej do placu Tian’anmen alei Chang’an Jie.
Jednym z najbardziej znanych obrazów dokumentujących protest studentów jest fotografia wykonana przez Jeffa Widenera (AP) przedstawiająca nieznanego mężczyznę określanego przez media jako Nieznany Buntownik lub Tank Man, który w dniu 5 czerwca 1989 zagrodził drogę kolumnie czołgów wracających z akcji przeciw demonstrantom. Widener został za te ujęcia nominowany w 1990 do Nagrody Pulitzera.
Według oficjalnych danych rządu chińskiego podczas protestów zginęło 241 osób, w tym żołnierze, a 7000 osób zostało rannych. Liczba zabitych różni się w zależności od źródła. Chiński Czerwony Krzyż szacuje ją na 2600 osób. Organizacja Human Rights Watch szacuje, że około trzydzieści spośród setek osób uwięzionych po protestach ciągle pozostaje w więzieniach. Niektórzy z protestujących zostali skazani na śmierć. Pod koniec czerwca 1989 Zhao Ziyang został odwołany ze stanowiska.
Informacje amerykańskie ujawnione w 2011 roku przez WikiLeaks wskazują, że do masakry nie doszło w rzeczywistości na samym placu Tian’anmen tylko przy moście Muxidi, kilka kilometrów na zachód. Szturm wojska z użyciem ostrej amunicji nastąpił około godziny 22:30. Tłum zgromadzony przy Muxidi próbował uciekać w stronę placu Niebiańskiego Spokoju, ale został zatrzymany przez barykady broniące dostępu do samego placu. Protestujący utrzymali jednak kontrolę nad placem aż do następnego dnia rano.
20 grudnia 2017 hongkoński portal informacyjny „Hong Kong 01” opublikował odtajniony przez Brytyjskie Archiwum Narodowe w październiku tego roku tekst depeszy, którą 5 czerwca 1989 roku (nazajutrz po masakrze) do brytyjskiego Biura Spraw Zagranicznych oraz Wspólnoty (ministerstwa spraw zagranicznych) wysłał ówczesny ambasador Wielkiej Brytanii w Pekinie, Alan Donald. Donald zacytował w niej ówczesnego członka chińskiej Rady Państwa, który oceniał, że podczas masakry 4 czerwca 1989 roku zostało zabitych co najmniej 10 000 cywilów. Ambasador określał źródło jako „przyjaciela” i „zaufane źródło”. Zgodnie z zapowiedziami HK01 publikacja miała być pierwszym z raportów na temat odtajnionych depesz w tej sprawie, jednak tekst został po kilku godzinach usunięty i pojawił się wieczorem w zmienionej formie. Z tekstu usunięto określenie informatora jako „członka chińskiej Rady Państwa” oraz informację o tym, że zabitych zostało ponad 10 000 cywilów. Z tekstu zniknęła także relacja: „Studenci rozumieli, że dostali jedną godzinę na opuszczenie placu, ale po pięciu minutach zaatakowały APC [transportery opancerzone]. Uczniowie spletli ramiona, ale zostali zgładzeni wraz z żołnierzami”. APC miały przejeżdżać po studentach i żołnierzach wielokrotnie, by (jak to określał tekst) „zrobić z nich ciasto”. Szczątki natomiast były zabierane przez buldożer, a następnie spalane i wyrzucane do kanalizacji. Relacja zdaje się więc świadczyć także o tym, że do przemocy nie dochodziło tylko na przedmieściach, ale i na samym placu Tian’anmen. Zaktualizowana wersja nie zawierała już informacji z dokumentu wskazującej nazwisko dowódcy 27. Armii Prowincji Shanxi, która przeprowadzała masakrę. Dowódcą tej jednostki był Yang Zhenhua, krewny ówczesnego przewodniczącego ChRL Yang Shangkuna. Stowarzyszenie Dziennikarzy z Hongkongu (HKJA) wyraziło „poważne zaniepokojenie autocenzurą ze względu na polityczną wrażliwość raportów”. Omawiana depesza opisywała przypadki dobijania przez żołnierzy rannych współtowarzyszy, zabicia bagnetami czterech studentek proszących o darowanie im życia i przypadku zabicia kobiety na oczach trzyletniej córeczki.